# Аткинсон, Дэлиан
Дэлиан Аткинсон (англ. Dalian Robert Atkinson; 21 марта 1968[…], Шрусбери, Шропшир — 15 августа 2016, Телфорд, Западный Мидленд) — английский футболист, игравший на позиции нападающего.
Во время своей клубной футбольной карьеры он играл в Англии за «Ипсвич Таун», «Шеффилд Уэнсдей», «Астон Виллу» и «Манчестер Сити». В 1994 году вместе с бирмингемским клубом выиграл Кубок лиги. Он также играл во многих командах за границей: в Испании за «Реал Сосьедад», во Франции за «Мец», в Турции за «Фенербахче», в Саудовской Аравии за «Аль-Иттихад» и в Южной Корее за «Тэджон Ситизен» и «Чонбук Хёндэ Моторс».
Аткинсон умер 15 августа 2016 года. Он жил недалеко от дома своего отца в Тренче, Телфорд, где он вырос. Офицеры полиции Западной Мерсии, приехавшие на вызов, выстрелили в него тазером, а один офицер ударил его ногой по голове. У Аткинсона остановилось сердце. Убивший его полицейский позже был признан виновным в непредумышленном убийстве и приговорен к восьми годам лишения свободым.

## Клубная карьера

### Ранняя карьера
Аткинсон впервые стал известен в «Ипсвич Тауне» еще подростком, поразив опытных экспертов своей скоростью и отвагой, в том числе хет-триком против команды «Мидлсбро» в сезоне 1987/88, где в центре защиты находились Гари Паллистер и будущий капитан «Ипсвича» Тони Моубрей.
В 1989 году менеджер Рон Аткинсон (не родственник) привёл его в «Шеффилд Уэнсдей» за 450 000 фунтов стерлингов, где сформировал партнерство с Дэвидом Херстом. Он сыграл во всех матчах за «сов» в своём единственном сезоне, забив 10 голов, но не сумел предотвратить их вылет в низшую лигу.
После вылета он был продан в испанский «Реал Сосьедад» за 1.7 миллиона фунтов стерлингов. Команда из Сан-Себастьяна недавно нарушила традицию подписывать контракты только с местными игроками, чтобы привлечь в клуб Джона Олдриджа и Кевина Ричардсона. Аткинсон стал их третьим легионером, а также первым чернокожим игроком в их истории. В сезоне 1990/91 фанаты «Сосьедада» прозвали его Эль-чипирон (Кальмар). Аткинсон внёс хороший вклад в течение сезона, забив 12 голов в Ла Лиге. Он подвергался расистским оскорблениям со стороны фанатов оппозиции во время своего пребывания в Испании.

### «Астон Вилла»
В июле 1991 года Аткинсон присоединился к «Астон Вилле» за 1.6 миллиона фунтов стерлингов и стал частью атаки вместе с Дином Сондерсом. Партнерство было разорвано в 1995 году, когда оба игрока были проданы турецким клубам: Сондерс — в «Галатасарай», а Аткинсон — в «Фенербахче» за 1.7 миллиона фунтов стерлингов.
Аткинсона вспоминают за его великолепный сольный гол в выездной игре против «Уимблдона» 3 октября 1992 года, который получил награду «Гол сезона в матче дня» в сезоне 1992/93 новообразовашиейся Премьер-лиги, когда «Вилла» заняла второе место. Аткинсон также отличился тем, что забил первый гол бирмингеского клуба в Премьер-лиге, когда он сравнял счёт в матче открытия сезона с «Ипсвичем» (1:1).
Поклонники «Астон Виллы» помнят Аткинсона за его гол в победном финале Кубка Лиги 1994 года против «Манчестер Юнайтеда», и за то, что он дважды забил в полуфинале против «Транмир Роверс» (один раз в первом матче и один раз во втором).

## Поздняя карьера
Аткинсон пропустил отъезд Виллы в предсезонный тур 1994 года по Южной Африке из-за того, что у него были «личные проблемы». Когда Рон Аткинсон ушел и его заменил на посту менеджера Брайан Литтл, Дэлиан перестал появляться в составе. В июле 1995 года Аткинсон прибыл в Стамбул, чтобы договориться о сделке с «Фенербахче». Аткинсону не удалось обосноваться в Турции, и он провёл это время в арендах в «Меце» и «Манчестер Сити». Аткинсон покинул клуб в 1997 году. Он еще поиграл в Саудовской Аравии и Южной Корее и в 2001 году завершил карьеру футболиста. Он вернулся в Телфорд, где в конечном итоге жил в Литтл-Доули. В последние годы его здоровье ухудшилось из-за проблем с сердцем и почками.

## Карьера за сборную
27 марта 1990 года сыграл за вторую сборную Англии в товарищеском матче против второй сборной Ирландии, который англичане проиграли со счётом 1:4, а Аткинсон отличился забитым голом.

## Смерть
Аткинсон умер 15 августа 2016 года после того, как полиция ударила его электрошокером возле дома его отца в Тренче, Телфорд. Полиция отреагировала на звонок, когда Аткинсон угрожал убить своего отца Эрнеста. Старший брат Аткинсона, Кенрой, сказал: «Мой брат потерялся. Он был в маниакальном состоянии и депрессии — сошел с ума и разглагольствовал. У него в плече была трубка для диализа, и он вырвал её и был весь в крови. Он взял папу за горло и сказал, что собирается убить его. Он сказал папе, что уже убил меня, нашего брата Пола и сестру Элейн, и что он пришел за ним». После трёх выстрелов тазером и удара ногой по голове, Аткинсон перенёс остановку сердца по пути в Королевский госпиталь принцессы в Телфорде, где он был объявлен мертвым примерно в 03:00. Ему было 48 лет. Инцидент был передан в Независимую комиссию по рассмотрению жалоб на полицию.
Его бывший тренер в «Уэнсдей» и «Вилле» Рон Аткинсон назвал инцидент «абсолютной трагедией» и отметил, что Дэлиан «обладал потрясающими способностями». Гуманистические похороны Дэляна Аткинсона прошли в крематории Телфорда 19 ноября 2016 года, после чего его прах был захоронен на кладбище Хэдли.

## Достижения

### «Астон Вилла»
- Обладатель Кубка лиги: 1993/94[21]

### «Фенербахче»
- Чемпион Турции: 1995/96